# Galium amblyophyllum
Galium amblyophyllum är en måreväxtart som beskrevs av Alexander Gustav von Schrenk. Galium amblyophyllum ingår i släktet måror, och familjen måreväxter. Inga underarter finns listade i Catalogue of Life.